# حمزة المسعدي
حمزة المسعدي (بالإنجليزية: Hamza Messaadi)‏ (مواليد 16 مارس 1989 في تونس لاعب كرة قدم تونسي يجيد اللعب في خط الهجوم . 

## روابط خارجية
حمزة المسعدي على موقع قاعدة بيانات كرة القدم.إي يو (الإنجليزية)
- حمزة المسعدي على موقع Soccerway.com (الإنجليزية)
- حمزة المسعدي على موقع كووورة